# 馬特·夏夫利
馬特·夏夫利（英語：Matt Shively；1990年9月15日—）是一位美國演員。他最著名的作品是情景喜劇少女設計師。

## 外部連結
- 馬特·夏夫利在互联网电影资料库（IMDb）上的資料（英文）